# Stefan Hertmans
Stefan Hertmans (Gante, 1951) es un escritor belga. Dirigió un centro de estudios de la Universidad de Gante y es también un investigador afiliado. En 2002, recibió el premio Ferdinand Bordewijk por su novela Als op de eerste dag.
Hasta la fecha, ha publicado seis novelas, dos colecciones de historias, seis libros de ensayos y doce colecciones de poesía.